# 해남 성내리 수성송
해남 성내리 수성송(海南 城內里 守城松)은 대한민국 전라남도 해남군 해남읍, 해남군청 내에 있는 곰솔나무이다. 2001년 9월 11일 대한민국의 천연기념물 제430호로 지정되었다.

## 개요
해남 성내리 수성송은 곰솔로 나이는 400여 살로 추정되며, 높이는 17m이고, 가슴높이의 둘레는 3.38m이다. 해남군의 중심인 해남군청 앞마당에 서있다. 곰솔은 소나무과로 잎이 소나무 잎보다 억세기 때문에 붙여진 이름으로, 바닷가를 따라 자라기 때문에 해송이라고 하고, 또 줄기 껍질의 색이 소나무보다 검다고 해서 흑송이라고도 한다. 보통 소나무의 겨울눈은 붉은 색인데 반해 곰솔은 회백색인 것이 특징이다.
이 나무는 굵은 외줄기에 가지가 여러 개로 나뉘어 모습이 매우 아름답다. 수성송(守城松)이라는 이름은 조선 명종 10년(1555)에 왜선 60여 척이 지금의 남창리와 완도군의 달도에 침략한 일이 있었는데, 이 때 해남 현감 변협(邊協)이 이끄는 관군이 어렵게 왜구를 물리쳤고, 그 공으로 변협은 장흥부사로 승진하였다 한다. 이를 기념하기 위해 당시 해남 동헌 앞뜰에 이 나무를 심고 "수성송(守城松)"이라는 이름을 붙여준데서 유래한다고 한다.
수성송은 왜구를 물리친 국난극복의 의미를 되새기며 해남 주민들의 사랑을 한 몸에 받고 있는 상징목으로, 해남성 수성의 전설을 간직한 아름답고 생육상태도 양호한 나무로 문화 및 학술적 가치가 뛰어나 천연기념물로 지정·보호하고 있다.

## 같이 보기
- 곰솔

## 참고 문헌
- 문화재청, 《문화재이야기여행 천연기념물 100선 보관됨 2016-08-28 - 웨이백 머신》, pp185-189, 2016-03-31

## 참고 자료
- 해남 성내리 수성송 - 국가유산청 국가유산포털